# The Ventures of Marguerite
The Ventures of Marguerite è un serial del 1915 diretto da Robert Ellis, John Mackin, Hamilton Smith. Prodotto dalla Kalem, il serial - in 16 episodi - venne interpretato da Marguerite Courtot e distribuito nelle sale dalla General Film Company il 29 ottobre 1915.

## Trama

### Titoli degli episodi
- 1 - When Appearances Deceive
- 2 - The Rogue Syndicate
- 3 - The Kidnapped Heiress
- 4 - The Veiled Princess
- 5 -  A Society Schemer
- 6 - The Key to a Fortune
- 7 - The Ancient Coin
- 8 - The Secret Message
- 9 - The Oriental's Plot
- 10 - The Spy's Ruse
- 11 - The Crossed Clues
- 12 - The Tricksters
- 13 - The Sealskin Coat
- 14 - The Lurking Peril
- 15 - The Fate of America
- 16 - The Trail's End

## Produzione
Prodotto dalla Kalem Film Manufacturing Company production, The Ventures of Marguerite può essere considerato tecnicamente più una serie di film piuttosto che un serial, perché ogni film racconta una storia compiuta.

## Distribuzione
Il serial fu distribuito nelle sale dalla General Film Company che fece uscire il primo episodio il 29 ottobre 1915 e l'ultimo, il sedicesimo, l'11 febbraio dell'anno seguente. Il serial completo è considerato perduto; se ne conservano solo quattro episodi.

### Data di uscita
IMDb
- USA	29 ottobre 1915
- USA	5 novembre 1915	 (episodio 2)
- USA	12 novembre 1915	 (episodio 3)
- USA	19 novembre 1915	 (episodio 4)
- USA	26 novembre 1915	 (episodio 5)
- USA	3 dicembre 1915	 (episodio 6)
- USA	10 dicembre 1915	 (episodio 7)
- USA	17 dicembre 1915	 (episodio 8)
- USA	24 dicembre 1915	 (episodio 9)
- USA	31 dicembre 1915	 (episodio 10)
- USA	7 gennaio 1916	 (episodio 11)
- USA	14 gennaio 1916	 (episodio 12)
- USA	21 gennaio 1916	 (episode 13)
- USA	28 gennaio 1916	 (episode 14)
- USA	4 febbraio 1916	 (episode 15)
- USA	11 febbraio 1916	 (episode 16)